# Nachlaufachse

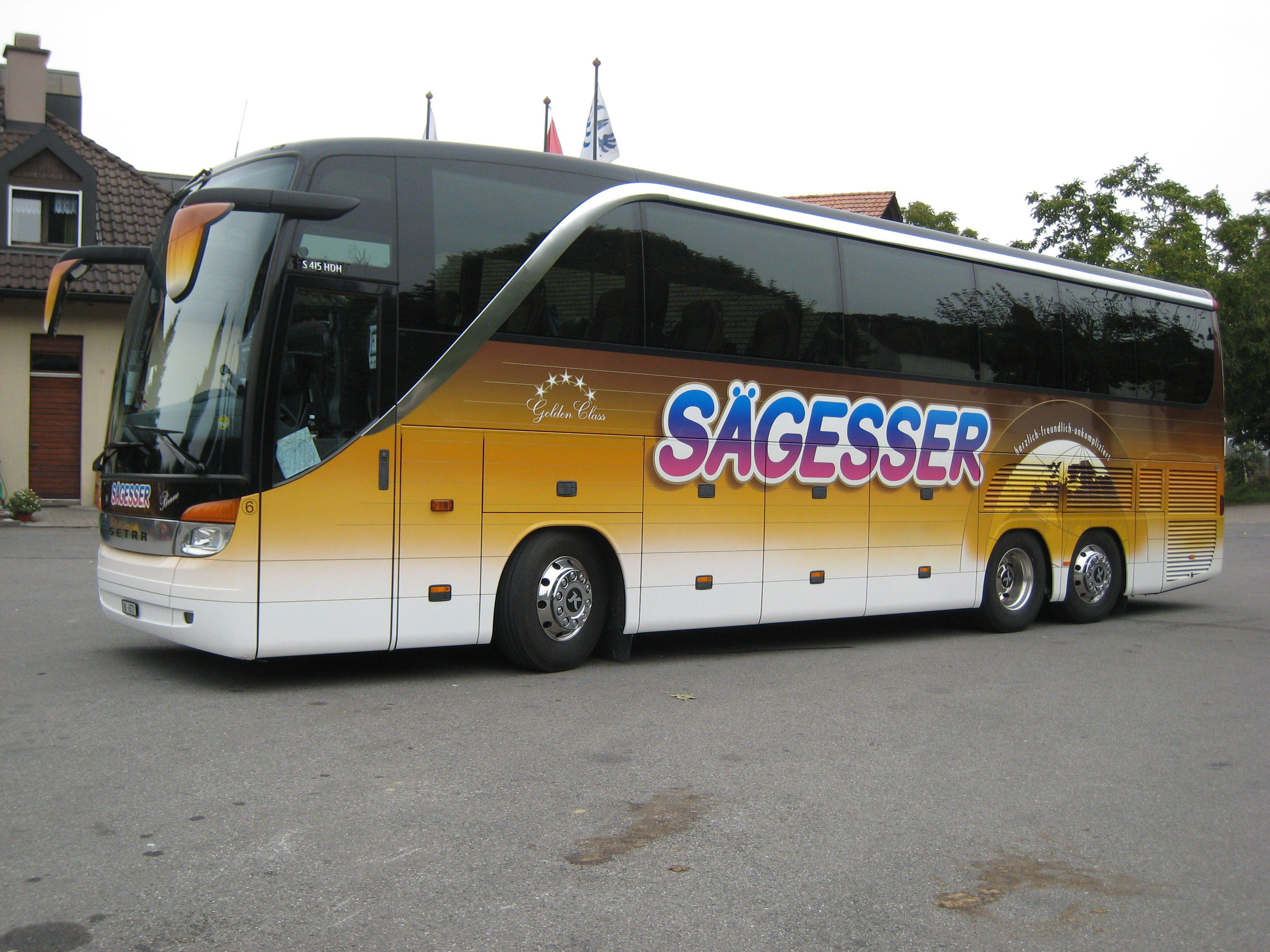
Nachlaufachse bei einem Reisebus

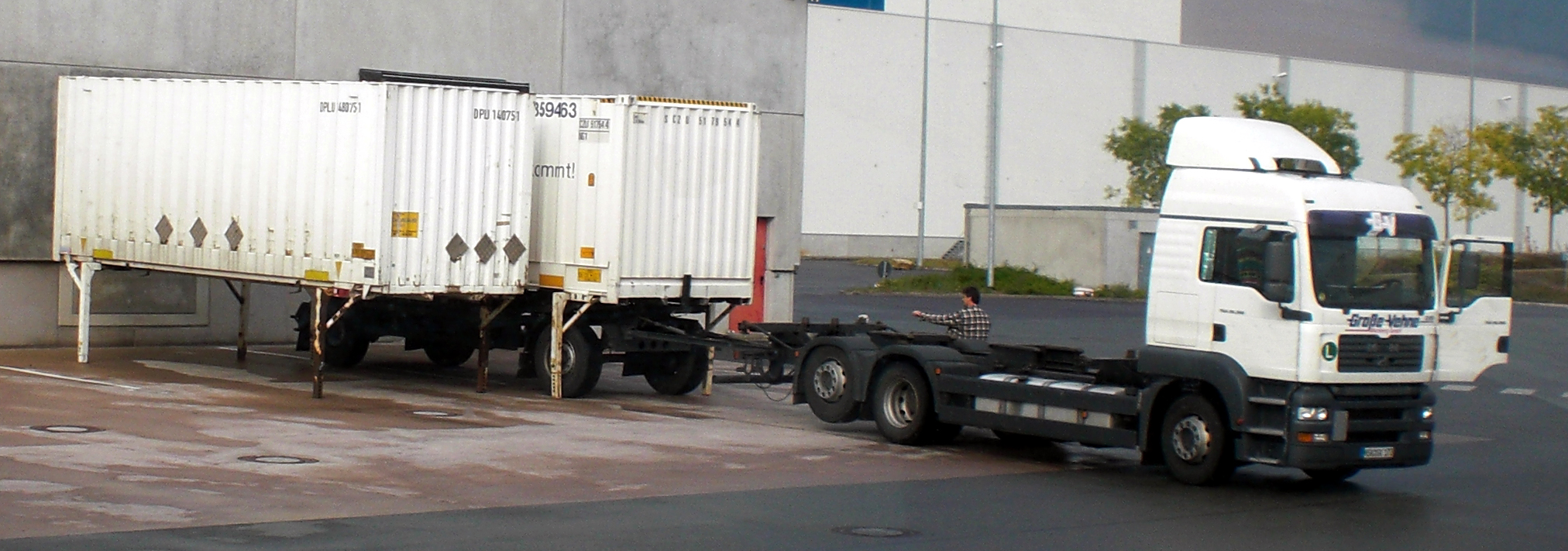
LKW mit angehobener Nachlauf-Liftachse beim Umsetzen von Wechselcontainern

Als Nachlaufachse wird in der Fahrwerkstechnik eine Achse bezeichnet, die der Gewichtsentlastung dient und der Antriebsachse nachgelagert ist.

## Straßenverkehr
Nachlaufachsen werden üblicherweise bei Nutzfahrzeugen (Lkw, Omnibusse) verwendet, wenn hohe Lasten zu transportieren sind und Nutzfahrzeuge mit zwei Achsen (zGM bis 18 t) nicht mehr ausreichen. In der Regel ist die Nachlaufachse im Gegensatz zur zwillingsbereiften Antriebsachse nur einfach bereift, in skandinavischen Ländern sind jedoch auch zwillingsbereifte Nachlaufachsen anzutreffen. Das Prinzip geht auf eine Büssing-Konstruktion der 1920er Jahre zurück.
Nachlaufachsen können starr, liftbar (als Liftachse), zwangs- oder nachlaufgelenkt sein. Gelenkte Nachlaufachsen haben den Vorteil der geringeren Scherbewegung auf Bereifung und Fahrbahnoberfläche, geringeren Abrollgeräuschen sowie einer Verringerung des Wendekreises. Nachteilig sind Nachlaufachsen jedoch bei schnelleren Kurvenfahrten – besonders bei Nässe und Glätte, da das Fahrzeug einen größeren Überhang besitzt und die Antriebsachse in ihrer Seitenführung entlastet wird. Dadurch neigt das Fahrzeug schneller zum Ausbrechen.
Verwendung finden Nachlaufachsen zumeist in Lastkraftwagen mit Wechselaufbauten, sowie bei dreiachsigen, überlangen Solo-Omnibussen (> 12 Meter). Bei Gelenkbussen mit Antrieb im Vorderwagen (sog. Puller) wird die dann nicht angetriebene Achse im Nachläufer, also dem Anhänger des Gelenkbusses, ebenfalls als Nachlaufachse bezeichnet. Dieser Mittelachsantrieb war bis in die 1980er-Jahre sehr weit verbreitet, da Mercedes-Benz als einziger Omnibushersteller die Patentrechte für die erforderliche, 1977 entwickelte Knickwinkelsteuerung bei Schubgelenkbussen besaß. Alle Konkurrenten wie MAN oder Setra waren zunächst weiterhin gezwungen, Gelenkbusse mit Antrieb im Vorderwagen zu bauen. Diese Fahrzeuge waren in der Regel kürzer als Schubgelenkbusse und durch die Nachläuferlenkung auch wendiger. Nachteil war, dass der Motor aus Platzgründen nur im Heck untergebracht werden konnte und so eine aufwändige Kraftübertragung durch das Gelenk auf die zweite Achse erforderlich war. Die fehlende Stabilisierung führte zu Schlingerbewegungen bei höheren Geschwindigkeiten. Ferner war bei leerem Fahrzeug die Antriebsachse in der Wagenmitte nicht ausreichend belastet, womit die Räder eher zum Durchdrehen neigten. Nach Aufhebung des Patentschutzes bauten auch MAN und Setra (fast) ausschließlich nur noch Schubgelenkbusse. Bei einigen Gelenkbussen ausländischer Hersteller (z. B. Berkhof, Van Hool) trifft man diese Nachläuferlenkung aufgrund des dort vorhandenen Mittelachsantriebs auch noch heute an. Anstelle von Unterflurmotoren werden dort seitlich in der Wagenmitte angebrachte Turmmotoren verwendet.
Die Nachläuferlenkungen bei diesen Gelenkbussen sind zwangsgelenkte Systeme, wie sie auch bei einigen Anhängern Verwendung finden. Diese lenken in Abhängigkeit vom Gelenkeinschlag, in dem eine, meist an der Verbindung zum Vorderwagen sitzende Lenkkinematik dem Fahrzeuglauf des Vorderwagens folgt und abhängig davon die Nachläuferlenkung betätigt. Dieses Wirkprinzip dieser Zwangslenkung ist auch bei vielen Anhängern oder Sattelaufliegern anzutreffen.
Zwangsgelenkte Nachlaufachsen lenken bei motorisierten Fahrzeugen meist aktiv über die Lenkungsmechanik mit, d. h. die Räder an der Nachlaufachse werden bei Betätigung der Lenkung durch einen Hydraulikzylinder auch im Stillstand des Fahrzeugs bewegt, während bei Aufliegern und Anhängern ein Hydrauliksystem an der Kupplung die Lenkung abhängig vom Kurvenlauf des Zugwagens betätigt. Rein nachlaufgelenkte Achsen laufen auf der Fahrbahn lose mit, werden also passiv durch den Fahrzeuglauf mitgelenkt. Bei Rückwärtsfahrt müssen letztere daher verriegelt oder entlastet werden, da sie sich sonst unkontrolliert verdrehen würden. Ebenso werden die Lenkungen bei den meisten Nachlaufachsen aus Gründen der Fahrstabilität ab bestimmten Geschwindigkeiten (meist ab 40 bis 60 km/h) in der Regel gesperrt. Eine Mechanik, welche diese zwangsgelenkten Achsen bei Anhängern (also auch den entsprechenden Puller-Gelenkbusbauarten) bei Rückwärtsfahrt sperrt, ist nicht immer vorhanden, so dass diese Achsen aufgrund des gegebenen Lenkimpulses in die entgegengesetzte Richtung gewissermaßen „überlenkt“ werden müssen, um dann dem Lenkwinkel und Kurvenlauf folgen zu können.
Liegt allerdings der Schwerpunkt des Fahrzeugs im Heck, wie es bei Hecklader-Müllfahrzeugen oder Abrollkippern der Fall ist, sind Achsanordnungen mit Vorlaufachsen besser geeignet, da die zwillingsbereifte Hinterachse mehr Last aufnehmen kann und die Fahrstabilität erhöht. Durch diese Achsanordnung vergrößert sich jedoch der Wendekreis, was diese Fahrzeuge bei engen Straßenverhältnissen in der Einsatzfähigkeit einschränkt. Auch bei Fahrzeugen mit kurzen Radständen, wie Sattelzugmaschinen, verwendet man aus Gründen der Fahrstabilität Vorlaufachsen.

## Schienenverkehr

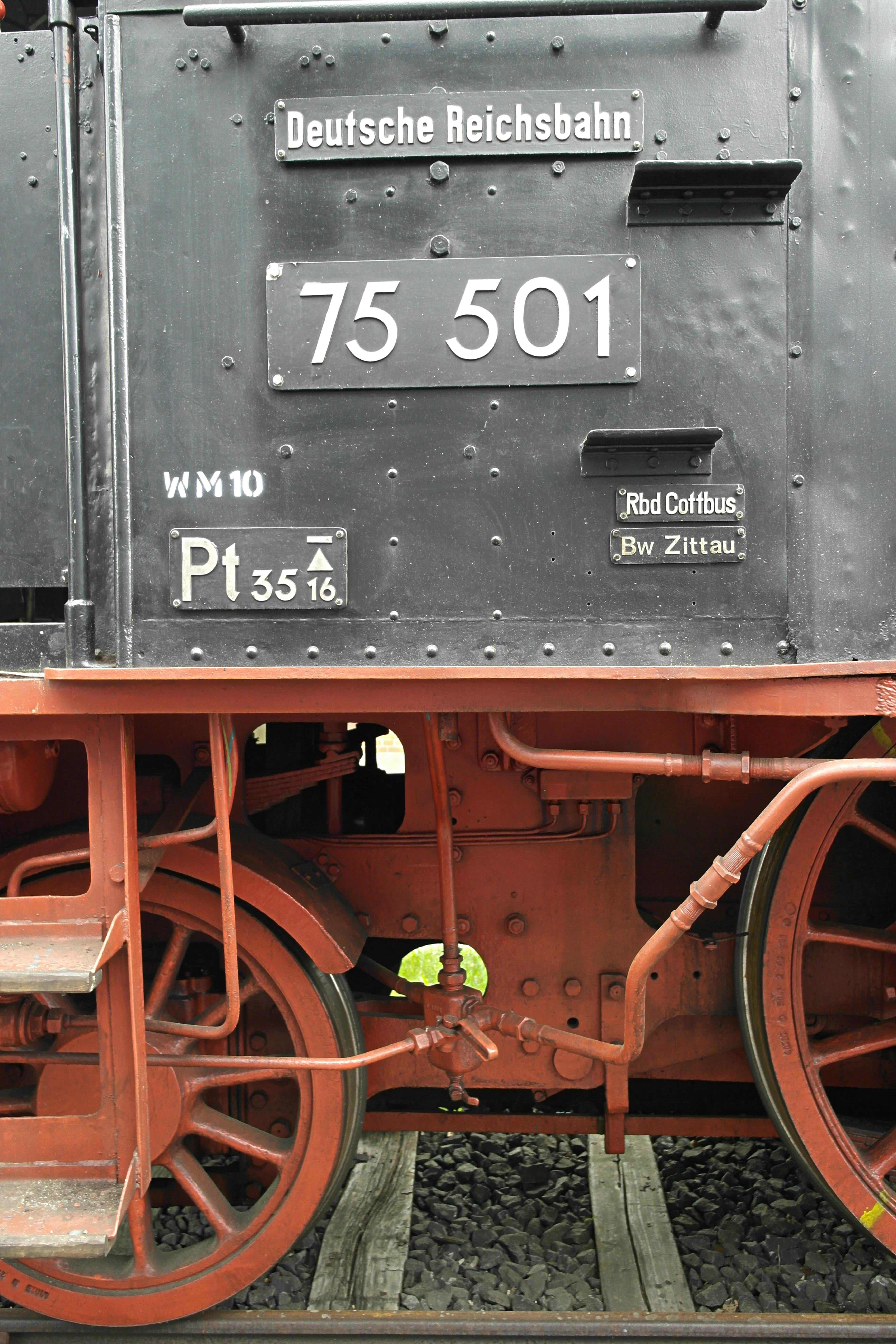
Nachlaufachse an einer Tenderlokomotive der DR 75 501

Nachlaufradsätze oder Nachlaufachsen sind bei Schienenfahrzeugen heutzutage eher selten geworden. Sie wurden häufig bei Triebfahrzeugen mit gekuppelten Treibradsätzen wie Dampflokomotiven oder schweren Elektrolokomotiven verwendet, wenn ohne sie die zulässige Achslast überschritten wurde.
Bei heutigen Triebfahrzeugen wird die Achslast gegebenenfalls durch einen zusätzlichen Laufradsatz (bzw. Laufachse) im Antriebsdrehgestell reduziert. Aus Symmetriegründen befindet sich diese dann zwischen den beiden Treibradsätzen, was mit der Achsfolge (A1A) beschrieben wird, ein auch in Deutschland bekanntes Beispiel ist die Personenzugvariante der NOHAB AA16.